# Cronologia da história de A Igreja de Jesus Cristo dos Santos dos Últimos Dias
A seguinte cronologia resume a História de A Igreja de Jesus Cristo dos Santos dos Últimos Dias.

## Século XIX

### Década de 1820
- Primavera de 1820 - Deus, o Pai, e Jesus Cristo aparecem a Joseph Smith Jr., então um menino de 14 anos, em resposta à sua oração (Joseph perguntou por meio de oração qual Igreja estava certa a fim de saber a qual se unir. Foi respondido que a igreja como constituída por Cristo não estava na Terra e que ele seria preparado para restaurar a mesma igreja sobre o fundamento de profetas e apóstolos como descritos em Efésios 2:19-20; 4:11-16[1]
- 21 de setembro de 1823 - O anjo Morôni visita Joseph Smith Jr. e lhe dá instrução e informação com respeito da Igreja de Jesus Cristo e as placas de ouro que contêm o Livro de Mórmon;[2]
- 22 de setembro de 1827 - O anjo Morôni, na Colina Cumorah (Condado de Ontário, Estado de Nova Iorque, EUA) entrega a Joseph Smith Jr. as placas de ouro a fim de que Joseph as traduza;[2]

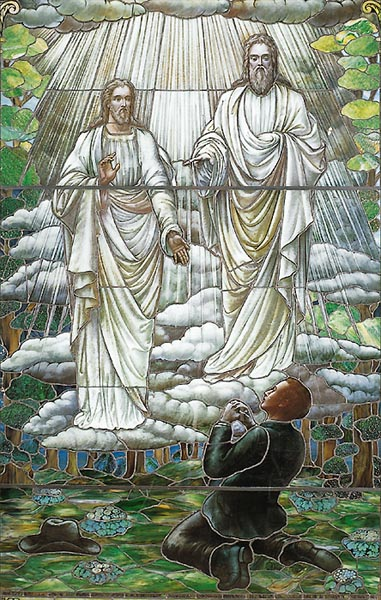
A Primeira Visão - Deus o Pai e Jesus Cristo aparecem ao menino Joseph Smith Jr. na primavera de 1820.

### Década de 1830
- 26 de março de 1830 - O Livro de Mórmon é publicado.[3]
- 6 de abril de 1830 - A Igreja de Jesus Cristo dos Santos dos Últimos Dias é organizada em Fayette, Nova Iorque nos Estados Unidos da América por Joseph Smith Jr.[2]
- 9 de junho de 1830 - Realiza-se a Primeira Conferência da Igreja.
- Abril de 1830 - Samuel Smith torna-se o primeiro missionário da Igreja.[4]
- 4 de fevereiro de 1831 - Chamado do primeiro Bispo da Igreja (Edward Partridge).[4]
- 24 de abril de 1832 — Joseph Smith e seus companheiros chegam a Independence, estado de Missouri, para organizar a Ordem Unida.
- 3 de agosto de 1831 - Dedicação do local do Templo em Independence, Missouri.
- 18 de março de 1833 - A Primeira Presidência é organizada pela primeira vez.[4]
- 18 de dezembro de 1833 - Joseph Smith Sr. chamado como o primeiro Patriarca da Igreja.[5]
- 17 de fevereiro de 1834 - Organizada a primeira Estaca da Igreja.[6]
- 24 de abril de 1834 — Os moradores não-Mórmons do Condado de Jackson começam a incendiar as casas dos Santos dos Últimos Dias que haviam sido expulsos há alguns meses. No período de 25 de abril a 1 de maio são incendiadas cerca de 150 casas.
- 14 de fevereiro de 1835 - O Conselho dos Doze é organizado pela primeira vez, com o chamado de doze Apóstolos.[6]
- 28 de fevereiro de 1835 - O Primeiro Quorum dos Setenta é organizado.
- 27 de março de 1836 - Dedicação do primeiro Templo da Igreja, o Templo de Kirtland, em Ohio.[7]
- 20 de julho de 1837 - Organizada a primeira Missão da Igreja - a Missão Britânica.
- 26 de abril de 1838 - O nome definitivo da Igreja é fixado - A Igreja de Jesus Cristo dos Santos dos Últimos Dias.
- 24 de abril de 1839 — Parley P. Pratt, Morris Phelps, Luman Gibbs, King Follett, Darwin Chase, e Norman Shearer apresentam-se no tribunal do Condado de Ray, na cidade de Richmond. Os seis foram acusados de assassínio durante a chamada “Guerra Mórmon” de Missouri. Darwin Chase e Norman Shearer são liberados depois de seis meses de prisão.
- 25 de abril de 1839 - Comprados os primeiros terrenos onde os Mórmons viriam a erigir a cidade de Nauvoo, no Illinois (efetivamente estabelecida a 16 de Dezembro de 1840).

### Década de 1840
- 24 de outubro de 1841 - Orson Hyde, do Conselho dos Doze, em Jerusalém, dedicou a Palestina para o regresso dos Judeus.

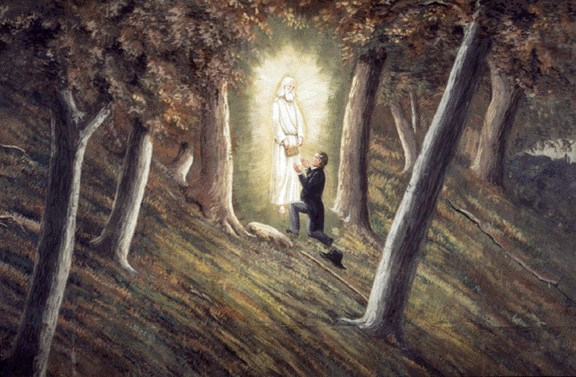
O anjo Morôni, na Colina Cumorah, Nova Iorque, entrega a Joseph Smith Jr. as placas de ouro em 1823.

- 1 de março de 1842 - São publicadas as Regras de Fé, treze pontos que definem as crenças básicas da Igreja, no periódico Times and Seasons.
- 17 de março de 1842 - É organizada a Sociedade de Socorro, uma organização feminina que hoje inclui todas as mulheres da Igreja, tornando-se assim a maior organização feminina do mundo.
- 17 de maio de 1844 — Numa convenção estadual que se realiza em Nauvoo, Joseph Smith é nomeado candidato para a Presidência dos Estados Unidos. Depois que James Arlington Bennett é desqualificado e o Coronel Solomon Copeland se recusa, Sidney Ridgon é escolhido como candidato para vice presidente.
- 27 de junho de 1844 - Joseph Smith Jr. e o seu irmão Hyrum Smith são assassinados em Carthage, Illinois. Inicia-se um período de desorganização do movimento que culminará em diversas ramificações;
- 8 de agosto de 1844 - Brigham Young assume a liderança da Igreja, sendo o presidente do Conselho dos Doze, sendo apoiado pela maioria dos seus membros.
- 4 de fevereiro de 1846 - Os Mórmons começam a abandonar a cidade de Nauvoo, para fugir às perseguições.
- 1 de maio de 1846 - O Templo de Nauvoo (o segundo erigido pela Igreja) é dedicado, já com os Mórmons a caminho do Oeste.
- 24 de julho de 1847 - Os Mórmons, liderados por Brigham Young, chegam ao Vale de Lago Salgado (Salt Lake Valley), naquilo que se viria a tornar o Estado de Utah.
- 5 de dezembro de 1847 - Brigham Young torna-se o segundo Presidente da Igreja, com a reorganização da Primeira Presidência.

### Década de 1850
- 9 de setembro de 1850 - Criado o Território de Utah, por decisão do Congresso americano, com Brigham Young como Governador.
- Maio de 1851 - Publicação do Livro de Mórmon em dinamarquês, a primeira língua, após o inglês, em que o livro é publicado.
- 11 de novembro de 1851 - Criada a Universidade do Estado de Deseret (hoje Universidade de Utah) em Salt Lake City.
- 14 de fevereiro de 1853 - Iniciada a construção do Templo de Salt Lake City, que se viria a prolongar por quarenta anos.[8]
- 27 de abril de 1853 — Os Élderes Hosea Stout, Chapman Duncan, e James Lewis chegam a Hong Kong e efetuam a abertura da China para a pregação do evangelho.
- 24 de abril de 1857 — Brigham Young viaja até a Missão Indígena do Rio Salmon, no estado de Idaho, como resultado de um ataque de índios que deixou dois missionários mortos.

### Década de 1870
- 12 de fevereiro de 1870 - As mulheres em Utah recebem o direito de voto, sendo este um dos primeiros estados ou territórios a conceder este direito às mulheres.
- 16 de outubro de 1875 - Fundada a Academia Brigham Young, que mais tarde se chamaria Universidade Brigham Young, em Provo, Utah
- 29 de agosto de 1877 - Morre Brigham Young, segundo Presidente da Igreja, em Salt Lake City aos 76 anos.
- 4 de julho de 1879 - Morre Emma Smith, viúva de Joseph Smith Jr. e primeira Presidente da Sociedade de Socorro, em Nauvoo, aos 74 anos.

### Década de 1880
- 17 de maio de 1884 — O Presidente John Taylor dedica o Templo de Logan.
- 17 de maio de 1888 — Durante um período de perseguição intensa, o Presidente Wilford Woodruff do Quórum dos Doze Apóstolos dedica o Templo de Manti numa cerimônia íntima.

### Década de 1890
- 24 de setembro de 1890 - Foi publicado o Manifesto encerrando a prática do Casamento Plural (poligamia).
- 6 de abril de 1893 - Após mais de 40 anos de construção, o Templo de Salt Lake City é finalmente concluído e dedicado.[8]
- 13 de novembro de 1894 - A Sociedade Genealógica de Utah é organizada.
- 4 de janeiro de 1896 - Utah é elevado à categoria de Estado.
- 1 de abril de 1898 - Inez Knight e Lucy Brimhall são as primeiras missionárias da Igreja a ser oficialmente chamadas. Servem uma missão na Inglaterra.

## Século XX
- Fevereiro de 1907 - Reed Smoot, membro do Conselho dos Doze, eleito para o Senado Americano em 1903, finalmente toma o seu lugar neste órgão governativo, tornando-se o primeiro mórmon Senador.

### Década de 1930
- 17 de maio de 1930 — A Igreja participa de sua primeira exposição internacional quando a Exposição Internacional da Higiene de Dresden na Alemanha inclui uma exibição SUD sobre a Palavra de Sabedoria.
- 24 de abril de 1936 — A Igreja estabelece missões de estaca em todo o mundo.

### Década de 1950
- 25 de novembro de 1952 - Ezra Taft Benson, do Conselho dos Doze Apóstolos, foi nomeado Secretário de Estado (Ministro) da Agricultura durante os dois mandatos de Dwight D. Eisenhower como Presidente dos Estados Unidos.
- 11 de setembro - Dedicado o Templo de Berna, na Suíça, primeiro templo Santo dos Últimos Dias construído e dedicado na Europa.
- 26 de abril de 1958 — O Presidente David O. McKay dedica a Faculdade da Igreja da Nova Zelândia, seis dias após a dedicação do Templo de Hamilton.
- 17 de maio de 1959 — Organiza-se a Estaca Indianapolis, a primeira estaca em Indiana (EUA), com Phillip F. Low como presidente.

### Década de 1960
- 26 de abril de 1964 — O Élder Gordon B. Hinckley dedica uma capela para o Ramo Tóquio Norte, sendo esta a primeira capela SUD da Ásia.
- 1 de maio de 1966 - A primeira Estaca SUD na América do Sul é organizada, na cidade de São Paulo, no Brasil.[9]

### Década de 1970
- Novembro de 1974 - William Grant Bangerter chega a Lisboa, Portugal, como primeiro presidente desta recém criada missão.
- 9 de junho de 1978 - Uma carta da Primeira Presidência foi emitida, anunciando que o Sacerdócio poderia ser concedido a todos os homens dignos da Igreja, independentemente de raça ou etnia, maiores de doze anos de idade. Antes disso, apenas homens brancos e sem linhagem alguma de negros podiam receber o sacerdócio. A 30 de Setembro seria aceita por voto de apoio em Conferência Geral da Igreja e incorporada como Declaração Oficial - 2 na Doutrina e Convênios[10].
- Julho de 1978 - Helvécio Martins, um executivo do Rio de Janeiro, no Brasil, é o primeiro negro a ser ordenado ao Sacerdócio, após a publicação da "Declaração Oficial - 2".
- 30 de outubro de 1978 - Dedicado o Templo de São Paulo, no Brasil, primeiro neste país.
- 18 de fevereiro de 1979 - Criada a milésima Estaca da Igreja, em Nauvoo, Illinois.

### Década de 1980
- 10 de julho de 1981 - Criada a primeira Estaca de Portugal, em Lisboa.
- 1 de abril de 1982 - O número de membros da Igreja ultrapassa os 5 milhões.
- 9 de agosto de 1983 - Dedicado o Templo de Nuku'alofa, em Tonga, o primeiro templo construído e dedicado no Pacífico.
- 16 de outubro de 1988 - Criada a Estaca de Manaus, Brasil, a 1 700ª Estaca da Igreja.

### Década de 1990
- 28 de fevereiro de 1996 - Pela primeira vez na História da Igreja, existem mais membros fora dos Estados Unidos do que neste país.
- Novembro de 1997 - A Igreja ultrapassa os 10 milhões de membros.
- 1 de julho de 1998 - O Coro do Tabernáculo Mórmon atua em Portugal pela primeira vez.
- 1999 - Portugal atinge os 35 000 membros, tornando-se o segundo país da Europa continental em número de membros da Igreja, estando a Alemanha em primeiro.
- 24 de abril de 1999 — O Élder Spencer J. Condie, membro do Primeiro Quórum dos Setenta e Presidente da Área Europa Norte, dedica uma capela na Dinamarca para ser reformada como um templo, o Templo de Copenhaga. Esta é a segunda vez nesta dispensação que um prédio já existente é transformado em templo. Neste mesmo dia é dedicado o Templo de Bogotá, capital da Colômbia, por Gordon B. Hinckley.
- 19 de março de 1999 - Dedicado o Templo de Madrid, capital da Espanha, primeiro e único no país.
- 1 de outubro de 2000 - Dedicado o Centésimo Templo em operação da Igreja, o Templo de Boston, em Massachusetts.

## Século XXI

### Década de 2000

#### 2007
- 23 de maio - Anunciado o Templo de Manaus, primeiro templo mórmon na Amazônia e o sexto no Brasil.

### Década de 2010

#### 2010
- Agosto - O governo chinês autoriza as atividades religiosas de A Igreja de Jesus Cristo dos Santos dos últimos Dias no país[11]. Assim, a República Popular da China torna-se o primeiro país de regime socialista a ter a presença da igreja mórmon[11]. As negociações para que a igreja obtivesse autorização legal para suas atividades no país duraram cerca de trinta anos.[11] Além disso, esse acontecimento tem outro destaque: A Igreja Mórmon é a segunda entidade cristã a receber autorização para atuar no país, logo após a Católica[11].
- 29 de agosto - Após mais de dez anos de construção e preparação, é dedicado o Templo de Kiev, na Ucrânia.
- 2 de outubro - Anunciado o Templo de Lisboa, primeiro templo mórmon a ser construído em Portugal. Assim, Portugal torna-se o segundo país de língua portuguesa a receber um templo SUD, após o Brasil.
- 26 de dezembro - O município de Marabá, no estado brasileiro do Pará, torna-se o mais novo município da Região Norte do Brasil a receber uma congregação de Santos dos Últimos Dias.

#### 2011
- 28 de fevereiro - A Igreja SUD estende seu trabalho missionário e de proselitismo para cinco cidades da África: Makeni, em Serra Leoa; Kakata e Harbel na Libéria; Asokwa em Gana; e Mwanza na Tanzânia. Além do idioma inglês, os missionários mórmons passam a ensinar a doutrina da Igreja em suaíli, idioma oficial em três países africanos.
- Abril - Criada a primeira estaca SUD em Guam.
- 24 de abril - Devido à ampla violência e instabilidade política na Costa do Marfim, A Igreja de Jesus Cristo dos Santos dos Últimos Dias suspende as atividades missionárias no país. Muitos mórmons deixaram o país em campos de refugiados.
- 22 de maio - Criada a primeira estaca SUD na Indonésia, em Jacarta, capital do país. O Distrito de Jacarta, com nove congregações, tornou-se estaca em uma conferência especial sob a direção do Élder David A. Bednar.